# Ahmet Hamdi Tanpınar
Ahmet Hamdi Tanpınar (Istambul, 23 de junho de 1901 - Istambul, 24 de janeiro de 1962) era um poeta turco, romancista, erudito literário e ensaísta, amplamente considerado como um dos mais importantes representantes do modernismo na literatura turca. Além de sua carreira literária e acadêmica, Tanpınar também foi membro do parlamento turco entre 1944 e 1946.

## Infância
Tanpınar nasceu em Istambul, em 23 de junho de 1901, o mais novo de três filhos. Seu pai, Hüseyin Fikri Efendi, era um juiz. Hüseyin Fikri Efendi era de origem georgiana, sua família tinha raízes na cidade de Maçahel. A mãe de Tanpınar, Nesime Bahriye Hanım, morreu de tifo em Mossul em 1915, quando Tanpınar tinha treze anos.
Como a vocação de seu pai exigia uma deslocalização frequente, Tanpınar continuou sua educação em várias cidades diferentes, incluindo Istambul, Sinope, Siirt, Quircute e Antália. Depois de deixar a faculdade de veterinária, ele retomou sua carreira educacional na Faculdade de Literatura da Universidade de Istambul, que completou em 1923.[carece de fontes?] Durante seu tempo na universidade, Tanpınar foi atormentado por Yahya Kemal, cujos pontos de vista influenciaram profundamente o desenvolvimento intelectual do aluno e as ideias sobre estética, literatura, história e cultura turcas. Entre os anos 1921 e 1923, Tanpınar publicou 11 poemas na publicação literária Dergâh, que foi fundada por Yahya Kemal. Graduou-se na Universidade de Istambul em 1923 depois de defender sua tese sobre o Hüsrev ü iririn de Şeyhî, um masnavi do século XV, amplamente influente, freqüentemente recomposto por vários poetas em períodos subsequentes, às vezes com o título de Ferhad ü Şirin.

## Vida e trabalho
Depois de se formar, Tanpınar começou a ensinar. Ao longo de sua carreira educacional, ele ensinou nas escolas secundárias de Erzurum (1923-24), Cônia, Ancara, Istambul, o Instituto Educativo de Gazi e a Academia de Belas Artes. Na Academia de Belas Artes, além de ensinar literatura, Tanpınar lecionou sobre ramos de estética em artes, história de arte e mitologia (1932-39). Como educador, provocou um debate e um certo grau de controvérsia na década de 1930 depois de discutir a eliminação da literatura pré-Tanzimat a partir dos currículos escolares nacionais. Em 1939, apesar de não ter obtido um doutorado, Tanpınar foi nomeado para a recém-fundada cadeira de Literatura turca do século XIX, como professor de Nova Literatura Turca, na Faculdade de Literatura da Universidade de Istambul pelo ministro da educação, Hasan Âli Yücel, e foi encarregado de escrever uma história da literatura turca pós-Tanzimat. Ele publicou este estudo como XIX. Asir Türk Edebiyatı Tarihi em 1949.
A década de 1940 marcou um período de grande produtividade para a Tanpınar. Beş Şehir (Five Cities, 1946), uma coleção de ensaios nas cidades de Erzurum, Cônia, Istambul, Bursa e Ankara, seguiu a publicação de seu primeiro romance, Mahur Beste, em 1944. Huzur (traduzido para inglês como A Mind at Peace ) apareceu em 1949 e Sahnenin Dışındakiler (Aqueles que ficam fora do palco) em 1950. Juntos, essas três novelas constituem uma trilogia. Em 1953, fez uma extensa viagem à Europa ao longo de seis meses, viajando para muitos países, incluindo França, Bélgica, Holanda, Inglaterra, Espanha e Itália.
Em 1954, Tanpınar publicou Saatleri Ayarlama Enstitüsü, traduzido como O Instituto de Regulação do Tempo. O livro explora, em um estilo muitas vezes absurdo e sardônico, fazendo uso intenso de imagens simbólicas, temas como a transição turbulenta da Turquia para uma sociedade moderna e a saída de valores antigos (e às vezes de razão) que isso implica. Şiirler (Poems), uma seleção de 37 poemas do 74 Tanpınar publicado em sua vida, apareceu na imprensa em 1961, ano antes de sua morte.

## Carreira política
Entre 1944 e 1946, Tanpınar serviu como membro da Grande Assembleia Nacional da Turquia representando Kahramanmaraş (então conhecido como Maraş).[carece de fontes?] Ele era membro do Partido Popular Republicano (Cumhuriyet Halk Partisi), na época, o único partido com assentos no parlamento.

## Morte e legado
Tanpınar morreu de um ataque cardíaco em 24 de janeiro de 1962, com 60 anos, em Istambul. O seu túmulo está no Cemitério de Aşiyan, Istambul, perto do seu antigo mentor Yahya Kemal.[carece de fontes?] O seu epitáfio traz as seguintes duas primeiras linhas de seu poema Ne İçindeyim Zamanın:
Ne içindeyim zamanın
Ne de büsbütün dışında

("Nem eu sou eu dentro do tempo
 nem completamente fora dele")
Muitos trabalhos que Tanpınar não conseguiu publicar em sua vida foram lançados póstumo. Embora Tanpınar não tenha escrito muitas novelas, seu corpus de ficção em prosa tem sido amplamente estudado por críticos literários turcos. O Festival de Literatura de Istambul Tanpınar (ITEF) é nomeado em homenagem a Tanpınar e tem sido realizado anualmente desde 2009, e a Biblioteca do Museu da Literatura Ahmet Hamdi Tanpınar, um museu dedicado à literatura turca no bairro de Eminönü, em Istambul, foi inaugurado em 2011 pelo Ministério de Cultura e Turismo.

### Em turco
- Poesia: Şiirler, 1961
- História: Abdullah Efendinin Rüyaları, 1943; Yaz Yağmuru, 1955; Hikâyeler, 1983
- Novela: Huzur 1949; Saatleri Ayarlama Enstitüsü, 1962; Sahnenin Dışındakiler, 1973; Mahur Beste, 1975; Aydaki Kadın, 1987
- Ensaios: Beş Şehir, 1946; Yahya Kemal, 1967; Edebiyat Üzerine Makaleler, 1969; Yaşadığım Gibi, 1970
- Monografia: XIX. Asır Türk Edebiyatı Tarihi, 1949; Tevfik Fikret, 1937

### Em inglês
- A Mind at Peace (Huzur, serial novel, 1948), trad. de Erdağ Göknar (Archipelago Books, 2008). ISBN 0-9793330-5-9 (Uma história do povo de Istambul, no início da Segunda Guerra Mundial)
- The Time Regulation Institute (Saatleri Ayarlama Enstitüsü, serial novel, 1954), trad. Ender Gürol (Turko-Tatar Press, 2001). Trad. de Alexander Dawe and Maureen Freely (31 Dec 2013)